# Буцковский, Андрей Мартынович
Андрей Мартынович Буцковский — (род. 1781–?), подполковник свиты по квартирмейстерской части. С 1789 года был на военной службе в Российской империи. С 1803 года служил в Грузии, участвовал в военных действиях против Персии. С 1809 года — подполковник, в 1810 году был руководителем по сборам материалов для составления карты Грузии, в этом же году был командирован на Кавказскую линию для описания Кавказской губернии. В 1815 году пошел в отставку.

## Биография

### Происхождение
Родом из дворян Санкт-петербургской губернии. Дедушка Андрея– Филипп Вильгельм Б – был выходцем из Германии, он изучал медицину в Берлине. На службу в Россию приехал из немецкого города Бранденбурга, участвовал в первой и второй камчатских экспедициях Витуса Беринга, после служил штаб-лекарем на Балтийском флоте. Отец – Мартын Филиппович Б – был кадровым военным, участвовал в Семилетней войне и сражениях Русско-турецкой войны 1768–1774 гг.

## Работы
- Буцковский, А.М. военно-топографическое и статистическое описание Кавказской губернии и соседствующих ей горских областей, сочиненное свиты его императорского величества по квартир- мейстерской части подполковником Буцковским // РГвИа Ф 414 оп 1 Д 300 108 л